# Ihar Burko
Ihar Burko (tiếng Belarus: Ігар Бурко; tiếng Nga: Игорь Бурко; sinh 8 tháng 9 năm 1988) là một cầu thủ bóng đá Belarus, hiện tại thi đấu cho Shakhtyor Soligorsk.

## Sự nghiệp quốc tế
Burko được triệu tập vào đội tuyển quốc gia Belarus thi đấu vòng loại UEFA Euro 2016 trước Macedonia vào tháng 10 năm 2015.

## Danh hiệu
Torpedo-BelAZ Zhodino
- Vô địch Cúp bóng đá Belarus: 2015–16